# NGC 5958
NGC 5958 est une galaxie spirale située dans la constellation de la Couronne boréale. Sa vitesse par rapport au fond diffus cosmologique est de 2 118 ± 8 km/s, ce qui correspond à une distance de Hubble de 31,3 ± 2,2 Mpc (∼102 millions d'al). NGC 5958 a été découverte par l'astronome germano-britannique William Herschel en 1785.
NGC 5958 présente une large raie HI.